# Rezerwat przyrody Bukowa Kępa
Rezerwat przyrody Bukowa Kępa – leśny rezerwat przyrody o powierzchni 52,84 ha położony w woj. śląskim, w powiecie częstochowskim, w gminie Janów, między miejscowościami Gorzków Stary i Holendrów. Leży w granicach Parku Krajobrazowego Orlich Gniazd. Został utworzony zarządzeniem Ministra Ochrony Środowiska, Zasobów Naturalnych i Leśnictwa z dnia 11 grudnia 1995 roku. Obszar rezerwatu podlega ochronie ścisłej.
Ochronie podlega drzewostan bukowy zachowany w stanie zbliżonym do naturalnego, na podłożu wapiennym i lessowym. Oprócz buku w drzewostanie spotyka się też jawor, dąb szypułkowy i lipę szerokolistną. Z rzadziej spotykanych gatunków na terenie rezerwatu występują buławniki, kokoryczka okółkowa, paprotnik kolczysty, przetacznik górski czy wroniec widlasty. Teren rezerwatu stanowi leśną enklawę w terenie, w którym dominują użytki rolne. Różnica wysokości między najniższym a najwyższym (384 m n.p.m.) punktem rezerwatu sięga 100 m, występują ostańce o wysokości do 30 m.